# Nazilli
Nazilli là một huyện thuộc tỉnh Aydın, Thổ Nhĩ Kỳ. Huyện có diện tích 663 km² và dân số thời điểm năm 2007 là 140922 người, mật độ 213 người/km².